# Якимовичи (Брестская область)
Яки́мовичи (бел. Якімавічы) — деревня в Барановичском районе Брестской области. Входит в состав Крошинского сельсовета, до 2013 года принадлежала Колпеницкому сельсовету. Население — 23 человека (2019).

## География
Деревня находится в 9,5 км (12,5 км по автодорогам) к северо-востоку от центра города Барановичи, в 3,5 км (5 км по автодорогам) к юго-юго-западу от центра сельсовета, агрогородка Крошин. Имеется ферма КРС.

## История
По переписи 1897 года — деревня Даревской волости Новогрудского уезда Минской губернии, в 1909 году — 50 дворов.
Согласно Рижскому мирному договору (1921) деревня с 23 домами вошла в состав межвоенной Польши, где принадлежала гмине Дарево Барановичского повета Новогрудского воеводства.
С 1939 года в составе БССР, в 1940–57 годах — в Новомышском районе Барановичской, с 1954 года Брестской области. Затем район переименован в Барановичский. С конца июня 1941 года до 8 июля 1944 года оккупирована немецко-фашистскими войсками, разрушено 40 домов. С 16 июля 1954 года до 22 марта 1962 года входила в состав Лавриновичского сельсовета, затем — в состав Колпеницкого.
До недавнего времени работал магазин.
В 2013 году передана из упразднённого Колпеницкого сельсовета в Крошинский.

## Население
| Численность населения (по переписи) | Численность населения (по переписи) | Численность населения (по переписи) | Численность населения (по переписи) | Численность населения (по переписи) | Численность населения (по переписи) | Численность населения (по переписи) |
| 1909                                | 1921                                | 1959                                | 1970                                | 1999                                | 2009                                | 2019                                |
| ----------------------------------- | ----------------------------------- | ----------------------------------- | ----------------------------------- | ----------------------------------- | ----------------------------------- | ----------------------------------- |
| 328                                 | ↘122                                | ↗171                                | ↘152                                | ↘79                                 | ↘32                                 | ↘23                                 |